# Curt Goetz
Curt Goetz, all'anagrafe Kurt Walter Götz (Magonza, 17 novembre 1888 – Grabs, 12 settembre 1960), è stato un drammaturgo, sceneggiatore, attore e regista tedesco.

## Biografia
Nella sua carriera di attore interpretò soprattutto la parte del viveur e con la moglie Valérie von Martens ha rappresentato con successo le sue commedie teatrali, spesso anche interpretandole in prima persona.
Le sue commedie si basarono su una causerie spiritosa e garbata, toccando con delicatezza anche tematiche profonde e problematiche.
Goetz ha anche occasionalmente pubblicato qualche romanzo. Tra di essi, Tatiana, un lungo racconto che parla della passione di un adulto per una violoncellista bambina. Il romanzo anticipa, senza tuttavia dare voce agli aspetti più morbosi, la vicenda di Lolita di Vladimir Nabokov. Una perla inaspettata, soprattutto perché proveniente da un commediografo brillante e spiritoso, che ha sorpreso il germanista Italo A. Chiusano, il quale ha addirittura paragonato l'opera ad alcune prose brevi di Thomas Mann (e viene subito in mente La morte a Venezia).

## Opere

### Teatro
Sono stati lasciati i titoli in originale
- Der Lampenschirm (1911)
- Nachtbeleuchtung (1918-1919)
- Menagerie (1919)
- Ingeborg (1922)
- Die tote Tante und andere Begebenheiten (1924)
- Hokuspokus (Original) (1926)
- Der Lügner und die Nonne (1928)
- Frauenarzt Dr. med. Hiob Prätorius (Original) (1934)
- Das Haus in Montevideo (1945)
- Hokuspokus (Neufassung) (1953)
- Dr. med. Hiob Prätorius (Neufassung) (1953)
- Nichts Neues in Hollywood (1956)
- Miniaturen (1958)
- Seifenblasen (1962)

### Romanzi
- Tatiana (Tatjana) (1944) - Giunti Editore, ed. it. 1993
- Una strega a Beverly Hills (Die Tote von Beverly Hills) (1951) - Giunti Editore, ed. it. 1995

### Autobiografia
- Die Memoiren des Peterhans von Binningen (vol. 1, 1960)
- Die Verwandlung des Peterhans von Binningen (vol. 2)
- Wir wandern, wir wandern ... (vol. 3, 1963)

## Filmografia

### Regista
- Mariti a congresso  (Napoleon ist an allem schuld) (1938)
- L'eredità della zia d'America (Das Haus in Montevideo), co-regia Valerie von Martens (1951)

### Attore
- Non vorrei essere un uomo (Ich mochte kein Mann sein), regia di Ernst Lubitsch (1918)
- Gefangene Seele, regia di Rudolf Biebrach (1918)
- Katinka, regia di Emil Biron, Paul Otto (1918)
- I due mariti di Ruth (Die beiden Gatten der Frau Ruth), regia di Rudolf Biebrach (1919)
- Die Dame in Schwarz, regia di Victor Janson (1920)
- Mariti a congresso  (Napoleon ist an allem schuld), regia di Curt Goetz (1938)

### Sceneggiatore
- Katinka, regia di Emil Biron, Paul Otto (1918)
- Die Dame in Schwarz, regia di Victor Janson (1920)
- Sette schiaffi (Sieben Ohrfeigen), regia di Paul Martin - dialoghi (1937)
- Mariti a congresso  (Napoleon ist an allem schuld), regia di Curt Goetz (1938)